# György Mizsei
György Mizsei (Kiskunfélegyháza, 30 de septiembre de 1971) es un deportista húngaro que compitió en boxeo.
Participó en dos Juegos Olímpicos de Verano, en los años 1992 y 1996, obteniendo una medalla de bronce en Barcelona 1992, en el peso semimedio. Ganó dos medallas de bronce en el Campeonato Europeo de Boxeo Aficionado entre los años 1991 y 1996.

## Palmarés internacional
| Juegos Olímpicos   | Juegos Olímpicos    | Juegos Olímpicos  | Juegos Olímpicos |
| Año                | Lugar               | Medalla           | Categoría        |
| ------------------ | ------------------- | ----------------- | ---------------- |
| 1992               | Barcelona (España)  | Medalla de bronce | 71 kg            |
| Campeonato Europeo |                     |                   |                  |
| Año                | Lugar               | Medalla           | Categoría        |
| 1991               | Gotemburgo (Suecia) | Medalla de bronce | 67 kg            |
| 1996               | Vejle (Dinamarca)   | Medalla de bronce | 71 kg            |